# A Dying Machine
A Dying Machine ist das vierte Studioalbum der US-amerikanischen Hard-Rock/Thrash-Metal-Band Tremonti. Das Album erschien am 8. Juni 2018 über Napalm Records.

## Entstehung
Nach der Veröffentlichung des Vorgängeralbums Dust verließ Bassist Wolfgang Van Halen die Band, da er zu stark mit seiner Stammband Van Halen sowie seinem Soloalbum beschäftigt war. Das Songwriting für A Dying Machine begann etwa Mitte 2017, als sich Mark Tremonti vor einem Konzert seiner Hauptband Alter Bridge in Ungarn für den Auftritt warmspielte. Dabei fielen ihm einige Akkorde ein, aus denen später der Refrain des Titelliedes wurde. Im Gegensatz zu den bisherigen Tremonti-Alben griff Mark Tremonti mit Desolation nur auf ein Lied zurück, das bei seiner Stammband Alter Bridge nicht verwendet wurde. Das Lied Found ist ein Instrumental.
Wie schon die drei vorherigen Alben wurde A Dying Machine von Michael Baskette produziert. Der Bass wurde vom Gitarristen Eric Friedman eingespielt. Anfang Februar 2018 unterzeichneten Tremonti einen neuen Vertrag beim Österreichischen Plattenlabel Napalm Records, bei der bereits Mark Tremontis Stammband Alter Bridge unter Vertrag steht. Für das Lied Take You With Me wurde ein Musikvideo gedreht. Mark Tremonti war sich lange Zeit unschlüssig, ob er dieses Lied überhaupt auf dem Album verwenden sollte. Er wurde jedoch umgestimmt, dass alle in die Produktion involvierten Personen meinten, dass er verrückt wäre, wenn das Lied keine Verwendung fände. Am 12. Mai 2018 spielten Tremonti in Orlando ein Konzert zur Veröffentlichung des Albums. Im Januar 2019 wurde für Throw Them to the Lions ein weiteres Musikvideo veröffentlicht.

## Hintergrund
A Dying Machine ist das erste Konzeptalbum der Bandgeschichte. Die Geschichte spielt an der Wende des 21. zum 22. Jahrhundert und handelt von Menschen und Vessels genannten künstlichen Lebensformen, die versuchen, miteinander zu koexistieren. Die Vessels beschreibt Mark Tremonti als in Laboren gezüchtete Lebewesen, die größtenteils menschliche Körperteile besitzen. Allerdings sind sie gefüllt mit Daten und Eigenschaften, die von ihren Primaries genannten Besitzern ausgesucht wurden.
Mit der Zeit beginnen einige Vessels, sich den Befehlen der Primaries zu widersetzen und sie zu missachten. Eine Rückrufaktion führt zu einem Krieg zwischen Vessels und Primaries. Bei dem Protagonisten der Geschichte handelt es sich um einen Vessel, der von seinem Besitzer programmiert wurde, um ihn zu lieben. Damit will der Besitzer über den Tod seiner Ehefrau hinwegkommen. Die Idee zu dieser Geschichte kam Mark Tremonti, als er mit seiner Stammband Alter Bridge auf Tournee war. Mark Tremonti arbeitet mit dem Autor John Shirley an einer Buchveröffentlichung.
In dem Lied Traipse findet sich der Protagonist der Geschichte einsam und verlassen auf einer einsamen Insel wieder und muss sich seinen Ängsten stellen. Das Lied Take You With Me handelt davon, wie Menschen andere Menschen davor überzeugen zu versuchen, dass sie trotz ihrer Narben und Unperfektion stärker wären, als sie von sich selbst denken.

## Rezeption

### Rezensionen
Für Ronny Bittner vom deutschen Magazin Rock Hard scheint Mark Tremonti „aus einem nicht versiegenden Song-Fundus schöpfen zu können“. Auch wenn die Musik „sehr ansprechend umgesetzt ist“ vermisst Bittner „mittlerweile neue Impulse im Songwriting“. Bittner vergab 7,5 von zehn Punkten. Katrin Riedl vom deutschen Magazin Metal Hammer beschrieb das Album „als starken Soundtrack für Phasen des Zweifelns, wenn Imperien zu bröckeln beginnen“. Auch wenn sie anmerkte, das „ein paar Songs weniger nicht effektiver gewesen wären“ vergab Riedl fünf von sieben Punkten.

### Chartplatzierungen
Erstmals erreichte die Band eine Top-Ten-Platzierung mit Rang 3 in den Schweizer Albumcharts. In Österreich erreichte A Dying Machine Platz 14, in Deutschland Rang 18 und im Vereinigten Königreich Platz 19. Während Tremonti in all diesen Ländern neue Höchstplatzierungen erreichte, belegte das Album in den USA lediglich Platz 57.